# 射影被覆
数学において、射影被覆（しゃえいひふく、英: projective cover）とは、射影加群 P と加群 M へ全射準同型写像 P → M の組のうちで、核が‘最小’になるもののことをいう（#定義）。

## 動機
任意の加群 M はある射影加群 P の全射準同型像である。
{\displaystyle \pi \colon P\twoheadrightarrow M}
したがって準同型定理より
{\displaystyle P/\ker \pi =M}
である。
そこで加群 M を ker π が‘最小’になるように選んで、射影加群 P で‘近似’したものを射影被覆という。
より正確には P のすべての部分加群 L に対して
{\displaystyle \ker \pi +L=P\implies L=P}
が成り立つとき、π : P → M は射影被覆であるという。

## 定義
R を単位元をもつ環とし、以下では加群はすべて左 R 加群、射はすべて左 R 加群の準同型を指すことにする。
加群 N の部分加群 K が N の余剰部分加群（superfluous submodule, small submodule）であるとは、すべての N の部分加群 L に対して
{\displaystyle K+L=N\implies L=N}
が成り立つことをいう。また全射 π : N → M の核 ker π が N の余剰部分加群であるとき、π は余剰全射（superfluous epimorphism）であるという。
射影加群 P と加群 M への全射
{\displaystyle \pi \colon P\twoheadrightarrow M}
の組 (P, π) が 射影被覆 であるとは、π が余剰全射であることをいう。このことを P が射影被覆であるといったり、 π : P → M が射影被覆であるといったりすることもある。

## 性質

### 一意性
一般に加群の射影被覆が存在するとは限らない。（けれども、たとえばアルティン環上の加群に対しては存在する。）
もし存在すれば一意的に定まることは次の補題からわかる。
補題
p : P → M が射影被覆であるとする。もし Q が射影加群で、全射 q : Q → M があれば、 Q = P ⊕ R となる ker q の部分加群 R が存在して、制限 q|P : P → M は射影被覆である。

### 直和
pi: Pi → Mi (1 ≤ i ≤ n) が射影被覆ならば、
(⊕pi): ⊕Pi → ⊕Mi も射影被覆である。

### 既約加群の射影被覆
P をゼロでない射影加群とする。
射影加群 P がある既約加群の射影被覆である必要十分条件は、 P のゼロでないすべての商加群が直既約であることである。